# Entente II
Entente II – togijski klub piłkarski grający w togijskiej pierwszej lidze, mający siedzibę w mieście Lomé.

## Sukcesy
- Puchar Togo[1]:
  - zwycięstwo (3): 1986, 1989.
  - finał (2): 1990, 1999.

## Występy w afrykańskich pucharach
| Sezon | Rozgrywki                 | Runda       | Kraj          | Klub             | Dom | Wyjazd | Dwumecz |
| ----- | ------------------------- | ----------- | ------------- | ---------------- | --- | ------ | ------- |
| 1987  | Puchar Zdobywców Pucharów | 1           | Liberia       | LPRC Oilers      | 0–0 | 1–1    | 1–1     |
| 1987  | Puchar Zdobywców Pucharów | 2           | Ghana         | Okwahu United FC | 2–0 | 0–0    | 2–0     |
| 1987  | Puchar Zdobywców Pucharów | ćwierćfinał | Kenia         | Gor Mahia        | 0–0 | 1–4    | 1–4     |
| 1990  | Puchar Zdobywców Pucharów | 1           | Nigeria       | BCC Lions FC     | 1–1 | 0–1    | 1–2     |
| 1993  | Puchar CAF                | wstępna     | Gwinea Bissau | UD Internacional | –   | –      | –       |
| 1993  | Puchar CAF                | 1           | Gabon         | Mbilinga FC      | 0–3 | 2–2    | 2–5     |

## Stadion
Domowe mecze klub rozgrywa na stadionie o nazwie Stade Oscar Anthony w Lomé. Stadion może pomieścić 2000 widzów.

## Reprezentanci kraju grający w klubie od 1992 roku
Stan na styczeń 2023.
| - Magnime Agbotcho - Junior Akakpo - Savant de Souza - Arafate Djako - Waké Nibombé - Kossi Noutsoudje | - Martin Nouwoklo - Victor Nukafu - Djima Oyawolé - Juvénal Pedomey - Simala Takolé - Ratei Takpara |